# José Lei
José Lei, auch José Lei Meng-can, ISO (chinesisch 李銘根 / 李铭根, Pinyin Lǐ Mínggēn, Jyutping Lei5 Ming4gan1, kantonesisch Lei Meng-can* 30. Oktober 1930 in Macau; † 23. Februar 2023) war ein Sportschütze, der für Hongkong antrat. 

## Biografie
José Lei war Beamter der Hongkonger Regierung. Er war der Leiter der Architectural Services Department in Hongkong. Als Chefarchitekt der Public Works Department entwarf unter anderem das Hong Kong Cultural Centre. Er nahm an den Olympischen Sommerspielen 1968 in Mexiko teil. Im Dreistellungskampf über 50 m Kleinkalibergewehr belegte er den 49. und über 50 m Kleinkalibergewehr liegend den 77. Platz. Zudem nahm er an den Asienspielen 1966, 1970 und 1974 teil. 1989 wurde Lei zum Companion des Imperial Service Order ernannt.